# Killer List of Videogames
Killer List of Videogames (KLOV) — це вебсайт, на якому розміщено онлайн-енциклопедію, присвячену каталогізації минулих і сучасних аркадних ігор. Це відділ відеоігор Міжнародного музею аркад, який називають «IMDb для гравців».

## Огляд
Енциклопедія KLOV містить обширні записи про понад 4650 машин, виготовлених з 1971 року до сьогодні. У ньому є зображення шафи, панелі керування та рамки, знімки екрана та навіть 3D-моделі машини в деяких випадках. Записи містять технічну інформацію про машину, опис гри, інформацію про кабінет, перелік чітів, трюків і помилок, обговорення переходів і гри, перелік дрібниць і інформацію про виправлення, а також обговорення спадщини гри (наприклад, сиквелів або подібних ігор, на які вона надихнула). Майже 1000 записів навіть мають повний технічний посібник та/або схеми, доступні для завантаження.
Записи KLOV мають велику вагу для класичних аркадних ігор, тобто ігор, випущених під час Золотого віку аркадних ігор. Більшість аркадних ігор мають вхід, хоча записи для нових ігор, як правило, плямисті. Чим популярнішою була гра, тим ширшою, ймовірно, буде її запис.
База даних енциклопедії фактично є підмножиною бази даних на вебсайті Міжнародного музею аркад, яка розширює записи про відеоігри додатковими 9000 записами про інші типи монетних автоматів, таких як автомати для пінболу, ігрові автомати, торговельні автомати, стимулятори торгівлі та інші ваги.
Сайт містить «Машину моменту» та підтримує список «100 найкращих відеоігор». На сайті також є дошки оголошень, де колекціонери та шанувальники можуть ставити запитання та отримувати відповіді від експертів, а також купувати чи продавати аркадні ігри та частини. Він також публікує новини, пов'язані з аркадними іграми.

## Історія
1980-ті: у середині 1980-х років ентузіасти аркадних ігор повільно створили основний список монетних відеоігор, які спілкувалися через комутовані системи дощок оголошень.
1991: цей текстовий список став "Coin-Ops A Poppin' - Killer List of Videogames" у 1991 році. Його першим відомим супроводжувачем був Майк Хьюгі, а другим — Джефф Хансен.
1992: Джонатан Дейч перебрав на себе управління обома списками в 1992 році, які потім часто оновлювалися під час його роботи. Він перемістив списки до своєї першої структурованої бази даних за допомогою частини бази даних програмного пакету Appleworks на комп’ютері Apple II. KLOV розповсюджувався через системи BBS, а також через групу Internet Usenet «rec.games.video.arcade», обидві з яких також надали довідкове джерело для оновлень списку.
1994: У 1994 або 1995 роках колекціонер класичних аркадних ігор у Міннесоті на ім’я Браян Джонсон зголосився взяти на себе підтримку списку та став новим «Хранителем KLOV», титул, який використовувався для позначення того, хто підтримує KLOV. KLOV був запущений, як повноцінний бренд 9 листопада 1995 року. Джонсон відіграв важливу роль у розвитку вебсайту KLOV від простого списку до повної веб-енциклопедії. Зусилля Джонсона включали розбивку списку на повну онлайн-енциклопедію з окремими сторінками для кожного запису, переписування всього вмісту, включаючи зображення в якомога більшій кількості списків, і загалом створення зручного для користувача вебсайту з можливістю пошуку. Відвідувачі могли надсилати запропоновані зміни Джонсону, який потім міг редагувати будь-які записи вручну.
1999: Наприкінці 1999 року KLOV нарешті досяг 2000 записів. На той час зростаючий рівень подання та пропозицій ставав майже неконтрольованим для будь-якої окремої людини, і робоче навантаження почало перевищувати доступний час Джонсона.
2000: У січні 2000 року Грег Маклемор став захисником KLOV. Його компанія, WebMagic, зареєструвала ім’я інтернет-домену «KLOV.com» для сайту 13 січня та продовжує надавати значну фінансову підтримку KLOV донині як головний спонсор.
На сайт швидко додано форуми для повідомлень спільноти, а також нову модеровану систему оновлення інформації у стилі вікі, яка дозволяє кільком людям керувати внесками користувачів. Як і раніше, внески користувачів перевірялися перед додаванням, хоча оновлення тепер відстежувалися, а подання автоматично прив’язувалися до запису, до якого вони належали.
2001: Наступний рік приніс розширену підтримку портативних мобільних пристроїв. Після тривалого періоду бета-тестування 25 травня вийшла версія 1.0 програми «KLOV для Palm 7». Ця 100% безкоштовна програма дозволяла будь-кому з бездротовим КПК Palm 7 отримувати доступ до записів ігор KLOV із текстом і графікою під час подорожі. Ця програма більше не підтримується, оскільки сучасні мобільні телефони, такі як iPhone і Palm Pre, можуть безпосередньо відображати пропозиції KLOV через вбудовані сучасні веб-браузери.
Крім того, після отримання понад 100 000 повідомлень, популярні форуми повідомлень KLOV були оновлені в 2001 році, і нова система з тих пір отримала додатково 850 000+ повідомлень на сьогоднішній день.
2002: У грудні 2002 року було створено Міжнародний музей аркад, щоб розширити роботу, виконану KLOV за попереднє десятиліття. Грег Маклемор залишився зберігачем KLOV, а WebMagic — головним фінансовим вкладником. KLOV офіційно став частиною Міжнародного музею аркад.
2006: 23 січня 2006 року Міжнародний музей аркад прийняв на себе управління Товариством збереження відео аркад (VAPS), провідною групою колекціонерів і переписувачем, що обслуговує спільноту монетних відеоігор. Вебсайт VAPS.org також було переведено для роботи на платформі LAMP, а також створено зв’язки між KLOV та VAPS. Кожен окремий запис про гру в KLOV має динамічний обліковий запис поточної статистики Video Arcade Preservation Society (VAPS) щодо колекційної власності цієї конкретної гри.
2009: У 2009 році форуми повідомлень KLOV були оновлені та переміщені, оскільки форуми обслуговували обидва сайти та мали розділи про всі типи автоматів, що працюють на монетах, на додаток до розділів відеоігор. Стара URL-адреса форуму продовжує працювати як переспрямування на нову адресу.